# ウォーターフォールズ (TLCの曲)
「ウォーターフォールズ」（Waterfalls）はTLCのシングル。全米だけでも累計1,200万枚以上（世界では2,300万枚以上）を売上げてダイヤモンドディスクとなった2ndアルバム『クレイジーセクシークール』からの3枚目のシングルで、1995年5月22日に発売された。
「ウォーターフォールズ」はビルボード全米ホット・チャートで7週連続1位（1995年7月8日付から）を記録し、TLCにとって2回目の全米ホット・チャート1位獲得曲となった。R&Bチャートでは連続3週間4位（1995年7月8日付から）を記録した。
アルバム『クレイジーセクシークール』を代表する大ヒット・シングルとなったこの楽曲は、1995年のMTV ビデオ・ミュージック・アワード (1995 MTV Video Music Awards)において「最優秀ビデオ賞」(Video of the Year) を受賞するなど、各ビデオ賞を総なめし、1995年度の全米ヒット曲中、第2位の楽曲にもなった。

## 制作・録音
「ウォーターフォールズ」の作詞作曲は、マルケス・エスリッジ (Marqueze Etheridge)、TLCメンバーのレフト・アイ、リコ・ウェイドとスリーピー・ブラウンとレイ・マーレイ (Ray Murray)の3名から成るオーガナイズド・ノイズが手掛け、プロデュースもオーガナイズド・ノイズが担当した。
アトランタを拠点とするオーガナイズド・ノイズは、ペブルスに見出され、1993年にアウトキャストの「プレイヤーズ・ボール」(Player's Ball)などをヒットさせていた新進気鋭のプロデューサー・チームとして当時頭角を現しはじめていた。
マルケス・エスリッジは、エクスケイプのデビュー・アルバム『Hummin' Comin' at 'Cha』（1993年）からのシングル「トゥナイト」(Tonight)なども手掛けていたソングライターである。バック・ボーカルにはシーロー・グリーンも参加している。
歌詞の内容は、麻薬密売に加担し荒稼ぎをしている息子を心配する母親の苦悩とその息子が悪い連中に殺されるエピソードが最初にあり、次は、魅力的な遊び女との性交によって性病死に至る男のエピソードが語られていて、無謀な行動や安易な欲望に流されて道を踏み外す若者への警告的な詞になっている。
レフト・アイのラップ部は、「きのう、虹を見たよ」から始まり、七色の虹を見てもアタシの毎日は嵐の繰り返しで十の灰色の影ばかりで「神様の光」なんて射したことはないけど、自分の人生から悪事が消えるようにお祈りし穏やかな暮らしのために神様を讃えよう、という信仰心の詞が歌われ、日々続く苦しみに耐えきれず薬物に依存したり、人の頭に銃を突きつけ発砲したりする人達へ、「アンタは気がおかしくて、いま、この時代のせいで罪を犯しているというけれど、ホントは社会のしくみによって自分自身の犠牲になっただけ」と言い、最後に「夢を叶えたいなんて、叶うはずのない希望」(Dreams are hopeless aspirations in hopes of coming true) 、「自分自身を信じれば、あとはアタシ達次第」(Believe in yourself, the rest is up to me and you)と締めくくるラップになっている。
美しい虹は、実際にレコーディングの前日に見えたもので、レフト・アイと一緒に車に乗っていたT-ボズも見たものであるという。当時の1990年代のアメリカでは、犯罪、貧困、エイズの問題が楽曲のテーマになることが多かった背景があり、TLCの「ウォーターフォールズ」はそうした時代を象徴する一曲でもあった。
コーラス部で繰り返される「夢の滝を追いかけてはだめ。慣れ親しんだ川や湖から離れないで」(Don't go chasing waterfalls. Please stick to the rivers and the lakes that you're used to)という歌詞の一節は、ポール・マッカートニーの1980年のシングル「ウォーターフォールズ」(Waterfalls)の歌詞の中にある、滝に飛び込もうとしている人を止める一節の(Don't go jumping waterfalls. Please keep to the lake.)から取り入れられている。
録音はジョージア州アトランタにあるDARPスタジオ (DARP Studios)、ドップラー・スタジオ、ボスタウン・レコーディング・スタジオ (Bosstown Recording Studios)の3つのスタジオで、ニール・ポーグによって行なわれた。ミキシングもニール・ポーグによって、DARPスタジオとスタジオ・ラココ (Studio LaCoCo)で行われ、マスタリングは、ハーブ・パワーズ (Herb Powers)が担当した。

## 評価
全米ホット・チャートで7週連続1位を記録した「ウォーターフォールズ」は、ミュージック・ビデオも各賞を総なめにするなど、アルバム『クレイジーセクシークール』にとって重要な曲というだけではなく、TLCを代表する楽曲の一つとして位置づけられている。
世界的にヒットした「ウォーターフォールズ」は、オーガナイズド・ノイズ制作の代表曲トップ10にも挙げられている。
R&B評論家の出田圭は、「ウォーターフォールズ」のONP・リミックス (ONP Remix)・ヴァージョンを、1993年から1996年のR&Bマスターピース・シングルの1曲として挙げている。

## トラック・リスト

### CDシングル
| #  | タイトル                                                                                            | 作詞 | 作曲・編曲 | 時間 |
| -- | --------------------------------------------------------------------------------------------------- | ---- | ---------- | ---- |
| 1. | 「ウォーターフォールズ Waterfalls」(シングル・エディット Single Edit)                               |      |            | 4:19 |
| 2. | 「ウォーターフォールズ Waterfalls」(ONP・リミックス ONP Remix)                                      |      |            | 4:34 |
| 3. | 「ウォーターフォールズ Waterfalls」(DARP・リミックス・インストゥルメンタル DARP Remix Instrumental) |      |            | 4:27 |
| 4. | 「ウォーターフォールズ Waterfalls」(アルバム・インストゥルメンタル Album Instrumental)              |      |            | 4:42 |

### 7インチ・シングル
| #  | タイトル                                                               | 作詞 | 作曲・編曲 | 時間 |
| -- | ---------------------------------------------------------------------- | ---- | ---------- | ---- |
| 1. | 「ウォーターフォールズ Waterfalls」                                    |      |            | 4:19 |
| 2. | 「ウォーターフォールズ Waterfalls」(インストゥルメンタル Instrumental) |      |            | 4:42 |

### 12インチ・シングル
| #  | タイトル                                                                               | 作詞 | 作曲・編曲 | 時間 |
| -- | -------------------------------------------------------------------------------------- | ---- | ---------- | ---- |
| 1. | 「ウォーターフォールズ Waterfalls」(シングル・エディット Single Edit)                  |      |            | 4:19 |
| 2. | 「ウォーターフォールズ Waterfalls」(DARP・リミックス DARP Remix)                       |      |            | 4:27 |
| 3. | 「ウォーターフォールズ Waterfalls」(アルバム・インストゥルメンタル Album Instrumental) |      |            | 4:42 |

| #  | タイトル                                                                                          | 作詞 | 作曲・編曲 | 時間 |
| -- | ------------------------------------------------------------------------------------------------- | ---- | ---------- | ---- |
| 1. | 「ウォーターフォールズ Waterfalls」(ONP・リミックス ONP Remix)                                    |      |            | 4:34 |
| 2. | 「ウォーターフォールズ Waterfalls」(ONP・リミックス・インストゥルメンタル ONP Remix Instrumental) |      |            | 5:19 |
| 3. | 「ウォーターフォールズ Waterfalls」(アカペラ Acappella)                                           |      |            | 4:05 |

### マキシシングル
| #  | タイトル                                                                               | 作詞 | 作曲・編曲 | 時間 |
| -- | -------------------------------------------------------------------------------------- | ---- | ---------- | ---- |
| 1. | 「ウォーターフォールズ Waterfalls」(シングル・エディット Single Edit)                  |      |            | 4:19 |
| 2. | 「ウォーターフォールズ Waterfalls」(ONP・リミックス ONP Remix)                         |      |            | 4:34 |
| 3. | 「ウォーターフォールズ Waterfalls」(DARP・リミックス DARP Remix)                       |      |            | 4:27 |
| 4. | 「ウォーターフォールズ Waterfalls」(アルバム・インストゥルメンタル Album Instrumental) |      |            | 4:42 |

※日本発売のマキシシングルも収録曲は同じ。

## レコーディング・ミュージシャン
出典は
- T-ボズ - リード・ボーカル
- チリ – バック・ボーカル
- レフト・アイ - バック・ボーカル、ラップ
- デブラ・キリングス（英語版） – バック・ボーカル
- シーロー・グリーン – バック・ボーカル
- オーガナイズド・ノイズ（英語版） -ドラム・プログラム
- ラマルキ・ジェファーソン (LaMarquis Jefferson) – ベース
- エドワード・ストラウド (Edward Stroud) – ギター
- チャールズ・ニックス (Charles Nix) – ホーン
- ロニー・フィッチ (Ronnie Fitch) – ホーン
- ジェリー・ロイド (Jerry Lloyd) – ホーン
- ケネス・ライト (Kenneth Wright) – ウーリッツァー・エレクトロニック・ピアノ（英語版）
- ニール・ポーグ（英語版） - レコーディング・エンジニア、ミキシング・エンジニア
- リコ・ランプキン (Rico Lumpkins) - アシスタント・レコーディング・エンジニア
- ベルナスキー・ウォール (Bernasky Wall) - アシスタント・レコーディング・エンジニア
- マイク・ウィルソン (Mike Wilson) - アシスタント・レコーディング・エンジニア
- ハーブ・パワーズ (Herb Powers) - マスタリング・エンジニア

## ミュージック・ビデオ
ミュージック・ビデオは歌詞の内容に沿ったストーリー展開となっており、SFXを駆使しながら様々なエピソードの描写が表現され、歌っているTLCの3人が水面に浮んで立っている映像も印象的で話題を呼んだ。ビデオの監督はF・ゲイリー・グレイが担当した。
数々の賞を受賞したこのミュージック・ビデオは、2002年4月25日に交通事故で亡くなったレフト・アイの葬儀会場でもオンエアされた。

## リミックス・バージョンのプロデューサー
出典は
- ONP・リミックス ONP Remix
  - オーガナイズド・ノイズ（英語版）
- DARP・リミックス DARP Remix
  - ダラス・オースティン、オーガナイズド・ノイズ

## チャート記録

### 週間
| チャート(1995-1996)                                                                   | 最高位 |
| ------------------------------------------------------------------------------------- | ------ |
| アメリカ「ホット100・シングルチャート」(Billboard Hot 100)                            | 1      |
| アメリカ「ホットR&B/ヒップホップ・シングルチャート」(Billboard Hot R&B/Hip-Hop Songs) | 4      |
| アメリカ「リズミック・チャート」(Rhythmic (chart))                                    | 1      |
| アメリカ「メインストリーム・トップ40」(Mainstream Top 40)                             | 2      |
| アメリカ「ダンス・シングル・セールス」(Dance Singles Sales)                           | 10     |
| イギリス「全英シングルチャート」(UK Singles Chart)                                    | 4      |
| イギリス「R&Bシングルチャート」(UK R&B Singles and Albums Charts)                     | 1      |
| イギリス「ダンス・チャート」(UK Dance Singles and Albums Charts)                      | 17     |
| オーストラリア「ARIAチャート」(ARIA Charts)                                           | 4      |
| オランダ「ネーダラントス・トップ40」(Tipparade)                                       | 5      |
| オランダ「シングル・トップ100」(Single Top 100)                                       | 5      |
| スイス「ヒットパレード・シングルチャート」(Swiss Hitparade)                           | 1      |
| ニュージーランド「RIANZ」 (Recorded Music NZ)                                         | 1      |

### 年間
| チャート(1995)                                                           | 位 |
| ------------------------------------------------------------------------ | -- |
| アメリカ「年間ビルボード・ホット・チャート」(Billboard Hot 100)          | 2  |
| アメリカ「年間ビルボード・R&Bチャート」(Billboard Hot R&B/Hip-Hop Songs) | 16 |

## オールタイム・ランキング
| 出版媒体（国）                               | ランキング名称                                                                                | 位  | 発表年度 |
| -------------------------------------------- | --------------------------------------------------------------------------------------------- | --- | -------- |
| ブレンダー誌（米） (Blender)                 | あなたが生れてからの最も偉大な500曲（1980–2005） (The 500 Greatest Songs Since You Were Born) | 415 | 2005     |
| コンプレックス誌（米） (Complex)             | ベスト90s R&Bソングス (The Best 90s R&B Songs)                                                | 40  | 2012     |
| ビルボード（米） (Billboard)                 | 最も偉大なガールズグループ・ソングス100 (100 Greatest Girl Group Songs of All Time)           | 11  | 2017     |
| ビルボード（米） (Billboard)                 | ホット100・60周年記念オールタイム（1958–2018） (Hot 100 60th Anniversary)                     | 181 | 2018     |
| ビルボード（米） (Billboard)                 | ビルボード90年代トップ・ソングス (Billboard's Top Songs of the '90s)                          | 29  | 2019     |
| グラマー誌（米） (Glamour)                   | 90年代ベストソングス53 (53 Best ’90s Songs That Are All That and a Bag of Chips)              | 37  | 2020     |
| バズフィード誌（米） (BuzzFeed)              | 最も偉大な90年代・夏ソングス50 (The 50 Greatest '90s Songs of Summer)                         | 3   | 2021     |
| ローリング・ストーン誌（米） (Rolling Stone) | 歴代最高の500曲 (The 500 Greatest Songs of All Time)                                          | 127 | 2021     |
| タイムアウト誌（米） (Time Out)              | ベスト90年代ソングス50 (50 Best '90s Songs)                                                   | 10  | 2022     |

## 受賞・ノミネート
- 第38回グラミー賞 (38th Annual Grammy Awards)
  - 最優秀 年間レコード賞 (Record of the Year) ノミネート
  - 最優秀 最優秀ポップ・パフォーマンス-デュオ・グループ部門 (Best Pop Performance by a Duo or Group with Vocals)ノミネート

- 1996年ソウル・トレイン・ミュージック・アワード (1996 Soul Train Music Awards)
  - 最優秀R&B/ソウル・シングル賞-グループ・バンド・デュオ部門 (Best R&B/Soul Single – Group, Band or Duo)受賞
  - 最優秀R&B/ソウル・ラップ・ミュージック・ビデオ賞 (Best R&B/Soul or Rap Music Video)受賞 - 「ウォーターフォールズ」
  - 最優秀 R&B/ソウル・ラップ・年間楽曲賞 (R&B/Soul or Rap Song of the Year)ノミネート

- 1995年MTV ビデオ・ミュージック・アワード (1995 MTV Video Music Awards)
  - 最優秀ビデオ賞 (Video of the Year)受賞
  - 最優秀グループ・ビデオ賞 (Best Group)受賞
  - 最優秀R&Bビデオ賞 (Best R&B Video)受賞
  - 最優秀視聴者投票ビデオ賞 (Viewer's Choice)受賞
  - ブレイクスルー・ビデオ賞 (Breakthrough Video)ノミネート

- 1996年NAACPイメージ・アワード (NAACP Image Awards)
  - 優秀ミュージック・ビデオ賞 (Outstanding Music Video)受賞

## 収録アルバム
- 『クレイジーセクシークール』(CrazySexyCool)（1994年）
- 『Now & Forever: The Hits』(Now & Forever: The Hits)（2003年） - 日本盤のみのボーナスCDに、ジャーメインズ・ジープ・ミックスのヴァージョンも収録。
- 『The Very Best of TLC: Crazy Sexy Hits』(The Very Best of TLC: Crazy Sexy Hits)（2007年）
- 『We Love TLC』(We Love TLC)（2009年）
- 『プレイリスト: ヴェリー･ベスト･オブ･TLC』(Playlist: The Very Best of TLC)（2009年）
- 『TLC20 ～20thアニヴァーサリー・ヒッツ』(TLC 20: 20th Anniversary Hits)（2013年） - 新たにレコーディングし直したヴァージョンと、1999年-2000年に行われた「ファンメール・ツアー」(FanMail Tour)のライヴ音源が収録。新ヴァージョンは「20thアニヴァーサリー・ヴァージョン」として、故レフト・アイのラップ部をアレンジし安室奈美恵が参加したもの。
- 『グレイテスト・20イヤーズ・ヒッツ』(20)（2013年）

## カバー・アーティスト
出典は
- ジェメル (GEMELLE)（2020年）
- デス・キャブ・フォー・キューティー（2020年） - アルバム『The Georgia E.P.』に収録。
- クロイ&ハリー（2021年） - アルバム『Juneteenth: Freedom Songs』に収録。

## 他の楽曲へのサンプリング
出典は
- リチ・リッチ（英語版）「Triple Gold」（1996年）
- ブラッズ&クリップス（英語版）(Nationwide Rip Ridaz)「Smok’n H2O」（1997年） - アルバム『Bang'n on Wax: The Best of the Crips』に収録。
- アニメ『ソニック・アンダーグラウンド』キャスト（マット・ストーン、ハンク・アザリア、ナンシー・カートライト）「Hedgehogs」（1999年）
- クリス・ブラウン feat. ナズ「ミラージュ」(Mirage)（2012年） - アルバム『フォーチュン』に収録。
- フレディ・ギブス&マッドリブ feat. アール・スウェットシャツ&ドモ・ジェネシス「Robes」（2014年） - アルバム『Piñata』に収録。
- アリアナ・グランデ「you (Sweetener Outtake) 」（2018年）
- DJ・カマーバンド (DJ Cummerbund)「Gamblefalls」（2019年）
- ルーカス・アルトゥザッラ (Lucas Altuzarra)「STATE OF THE WORLD」（2023年）

## 他の楽曲へのインターポレイト（補間）
出典は
- ウェストサイド・コネクション feat. K-Dee（英語版）「Do You Like Criminals? 」（1996年） - アルバム『Bow Down』に収録。
- アル・ヤンコビック「Phony Calls」（1996年） - アルバム『Bad Hair Day』に収録。
- メアリー・J. ブライジ feat. ジャ・ルール「レイニー・デイズ」（2001年） - アルバム『ノー・モア・ドラマ』再発盤に収録。
- クリステル・クリア (Crystelle Clear)「My Fantasy Tracklist」（2014年） - アルバム『My Fantasy』に収録。
- フレディ・ギブス&マッドリブ feat. アール・スウェットシャツ&ドモ・ジェネシス「Robes」（2014年） - アルバム『Piñata』に収録。
- トロイ・タイラー (Troy Tyler)「90's R&B」（2017年） - アルバム『Cadillac Dreams』に収録。
- Twisted Translations（英語版） feat. ジャリッド・ハーレイ (Jared Halley)「The 90's According to Google Translate」（2017年） - アルバム『Google Translate Sings』に収録。
- ハレー (Halley)「TLC」（2018年） - アルバム『HALLEYWOOD』に収録。
- ファレル・ウィリアムス feat. ジェイ・Z「Entrepreneur」（2020年）
- ロジック feat. シンシア・エリヴォ「インサイド」(Inside)（2021年） - アルバム『Bobby Tarantino III』に収録。